# کراوز لندینگ (کالیفرنیا)
کراوز لندینگ (به انگلیسی: Crows Landing) یک منطقهٔ مسکونی در ایالات متحده آمریکا است که در شهرستان استانیسلاس، کالیفرنیا واقع شده‌است. کراوز لندینگ ۸٫۲۰۸ کیلومتر مربع مساحت و ۳۵۵ نفر جمعیت دارد و ۳۹٫۰۱ متر بالاتر از سطح دریا واقع شده‌است.